# Villa del Conte
Villa del Conte är en ort och kommun i provinsen Padova i regionen Veneto i Italien. Kommunen hade 5 582 invånare (2018).